# 매독
매독(梅毒, Syphilis)은 매독균(Treponema pallidum)에 의한 세균성 전염병이며 성 접촉에 의해 전파되는 성병이다. 성 접촉에 의한 경우를 후천성 매독이라고 하고, 매독균에 감염된 여성이 임신했을 때, 임신이나 출생 중 태아가 수직감염을 통해 매독에 걸릴 수 있는데 이것을 선천성 매독이라 한다. 조기발견시 항생제 투여라는 간단한 방법으로 완치될 수 있으나 방치하면 장기와 뇌가 감염되어 심각한 손상이 발생하며 심한 경우에는 사망하기도 한다.
기록에 따른 최초의 집단발병 지역은 1495년 이탈리아 나폴리이며, 이후 유럽, 중동, 아프리카 지역으로 급속히 퍼져나갔다. 아울러 대항해시대에 개척된 동방해상항로를 따라 인도에 전래된 후, 16세기 초에 이미 극동지역인 조선과 일본에도 전파되었다.
2015년 기준 전 세계에서 4,540만 명이 매독에 감염된 상태로 집계되었으며, 이 중 600만 명 가량이 새로 감염된 환자였다. 1990년 한 해 동안 매독으로 인해 202,000명이 사망한 것과 비교했을 때, 2015년에는 사망자 수가 감소하여 107,000명이 매독으로 사망하였다. 1940년대에 페니실린을 이용한 치료법이 개발되면서 감염률이 극적으로 감소하였었으나, 21세기 들어 많은 국가들에서 감염률이 다시 오르기 시작하였는데, 이는 종종 인간면역결핍 바이러스(HIV)와 함께 증가하는 양상을 보였다. 감염률이 다시 증가하는 데에는 성적 활동과 성매매의 증가, 콘돔 사용의 감소 등을 부분적인 이유로 들 수 있다. 현재 대한민국에서는 흔하진 않지만 통계를 보면 1960년대 이후 감소 추세에 있다가 2000년부터 다시 증가세를 보인다.

## 증상 및 징후
매독은 네 개의 병기로 나타나는데, 각각 1기 매독, 2기 매독, 잠복 매독, 3기 매독으로 불린다. 또한 선천성으로 발병하는 매독도 존재한다. 윌리엄 오슬러 경은 매독의 증상이 다양하다는 이유로, 매독을 가리켜 "대단한 모방자"(the great imitator)라는 표현을 사용하기도 했다.

### 1기 매독

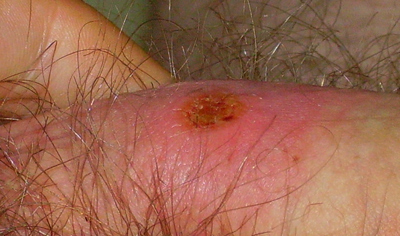
음경 아래쪽에 생긴 경성하감

1기 매독(primary syphilis)은 일반적으로 다른 사람의 감염성 병변과 직접 성적으로 접촉하여 전파된다. 접촉 이후 대략 2~6주(최대 범위는 10~90일) 뒤 경성하감(굳은궤양)이라고 하는 피부 병변이 나타나는데, 경성하감의 안에는 감염성을 가지는 매독균이 존재한다. 경성하감은 고전적으로 (40%의 경우에서) 하나의 단단한 피부 궤양이며, 통증이 없으며 가렵지도 않다. 크기는 0.3~3.0cm 정도이며 병변의 바닥은 깨끗하고 경계도 명확하다. 그러나 병변은 거의 어떤 형태든 취할 수 있다. 고전적으로는 반점(macule)에서 구진(papule)의 형태로 발달하며 최종적으로는 미란이나 궤양이 된다. 간혹 (~40%) 여러 개의 병변이 존재할 수 있는데, HIV와 매독에 동시에 감염된 경우 여러 개의 병변이 더 흔히 나타난다. 병변에 통증이 느껴지거나, 병변이 딱딱하지 않고 부드러운 경우 (30%)도 있는데, 성기 외의 다른 부위에 발생하기도 한다. (2~7%) 병변이 생기는 가장 흔한 위치는 여성에서는 자궁경부(44%), 이성애자 남성에서는 음경(99%), 남성과 성교하는 남성에서는 항문과 직장(34%)이다. 림프절 비대는 감염 부위 주변에서 자주 발생 (80%)하며, 경성하감이 형성된 지 7~10일 뒤 발생한다. 치료하지 않는 경우 병변은 3~6주까지 남아 있을 수 있다.

### 2기 매독

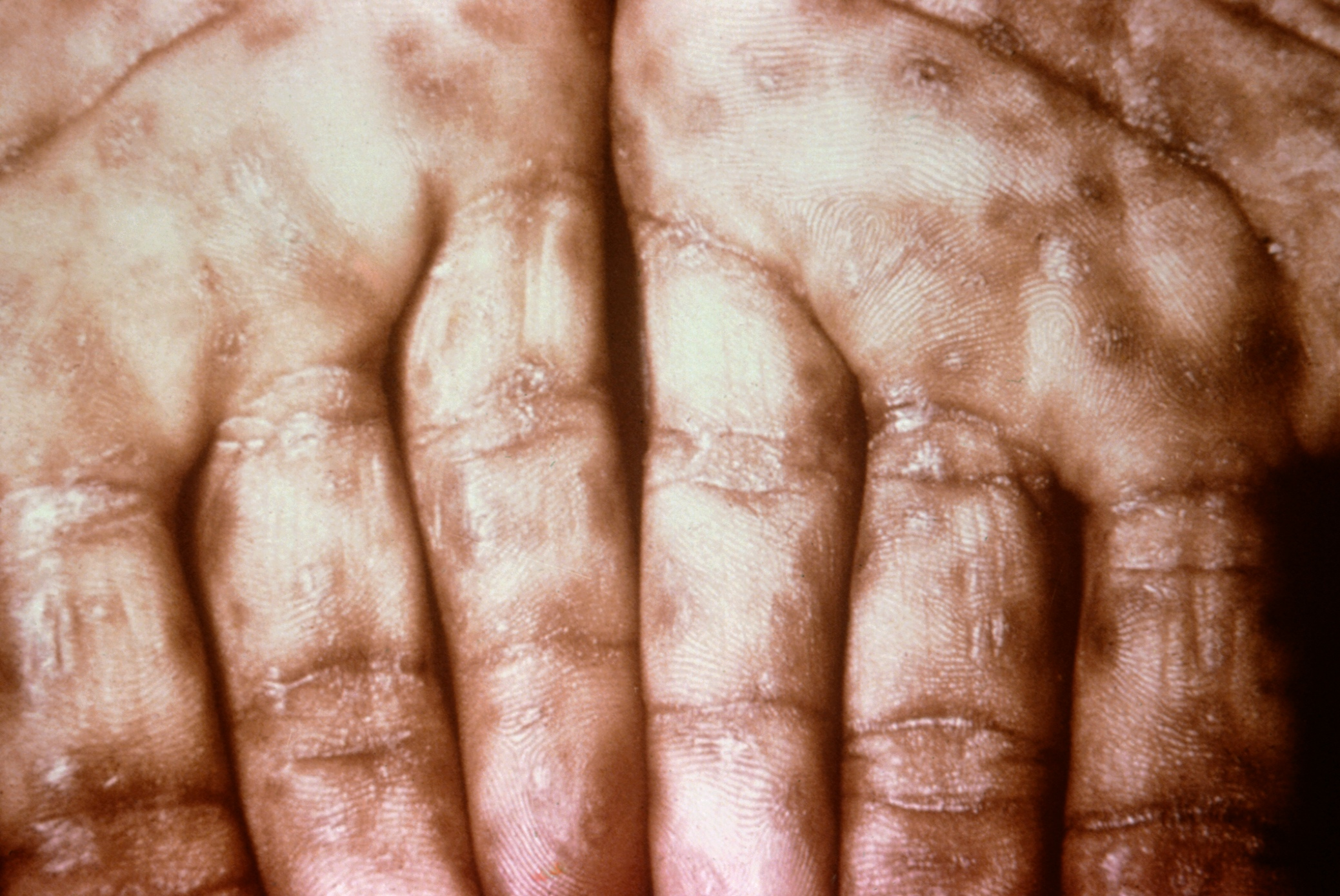
손바닥에 발진이 생긴, 2기 매독의 전형적인 소견

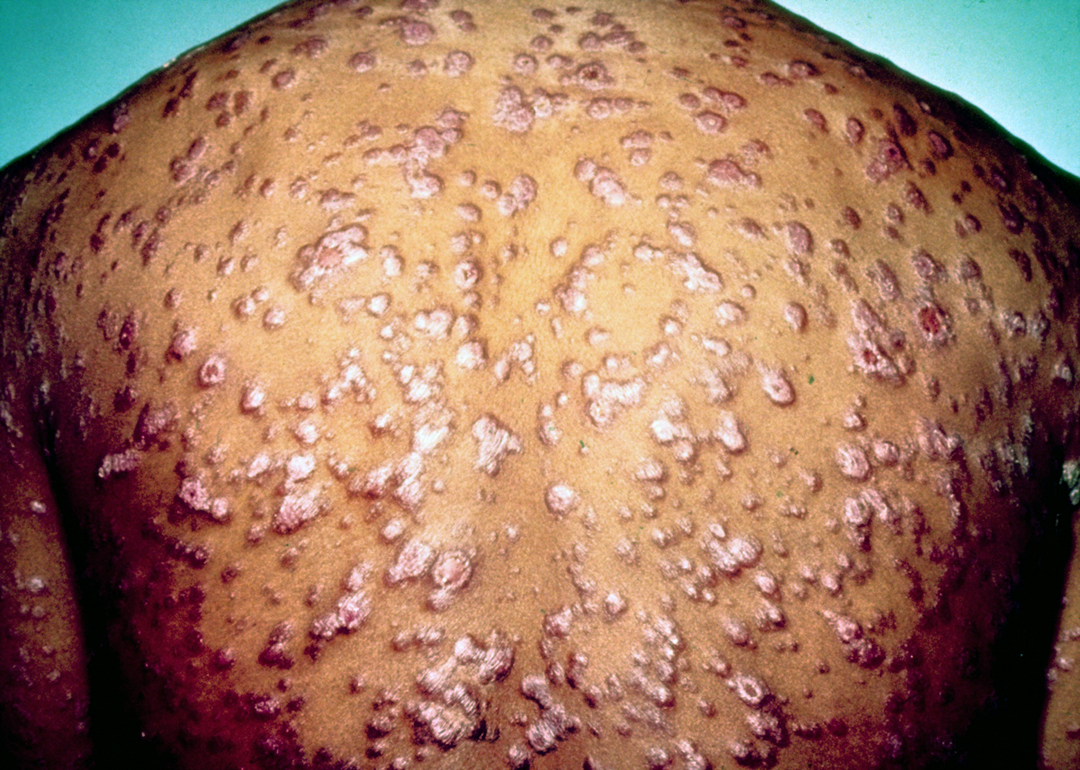
2기 매독으로 인해 온몸을 뒤덮은, 붉은색의 구진과 결절

2기 매독(secondary syphilis)은 첫 감염 이후 4~10주 정도 뒤에 발생한다. 2기 매독의 증상은 다양하다고 알려져 있으나, 보통 피부, 점막, 림프절에 증상이 발생한다. 손바닥과 발바닥을 포함한 몸통과 사지 말단에 대칭적이며 불그스름하거나 분홍색의, 가렵지 않은 발진이 생길 수 있다. 발진은 반구진발진이나 농포의 형태로 나타날 수 있다. 점막에서는 납작하고 넓으며 흰색을 띄는, 사마귀처럼 생긴 편평콘딜로마라는 병변을 형성하기도 한다. 이러한 모든 병변들에는 세균이 들어가 있어 감염성을 가진다. 다른 발생 가능한 증상에는 발열, 인후통, 권태감, 체중 감소, 탈모, 두통 등이 있다. 드문 증상에는 간염, 콩팥의 질환, 관절염, 골막염, 시신경염, 포도막염, 각막실질염 등이 있다. 급성 증상은 대개 3~6주 뒤에 사라지나, 대략 25%의 환자에서는 이차적인 증상이 재발하기도 한다. 2기 매독이 발생한 다수의 사람들(여자 환자의 40~85%, 남자 환자의 20~65%)은 이전 1기 매독에서 전형적인 경성하감이 발생하지 않았다고 보고된다.

### 잠복 매독
잠복 매독(latent syphilis)은 증상이 없는데 혈청학적으로 감염의 근거가 존재하는 상태로 정의된다. 2기 매독 이후에 잠복 매독으로 이어지며, 초기 잠복기(early latent stage)와 후기 잠복기(late latent stage)로 나누어진다. 세계보건기구에 따르면 초기 잠복 매독은 원래 감염 이후 2년이 지나지 않은 경우로 정의된다. 초기 잠복 매독은 감염성을 가지며, 25%의 환자에서는 매독균이 아직 활성을 가져 복제하며 감염을 일으켜 이차적인 감염을 재발시킬 수 있다. 원래 감염에서 2년이 지난 뒤에는 후기 잠복 매독 시기로 진입하며, 초기 잠복 매독에 비하면 감염성이 약해진다. 매독의 잠복기는 수 년 동안 지속될 수 있으며, 치료하지 않는 경우 잠복기가 지난 뒤 15~40%의 환자에서 3기 매독이 발생할 수 있다.

### 3기 매독

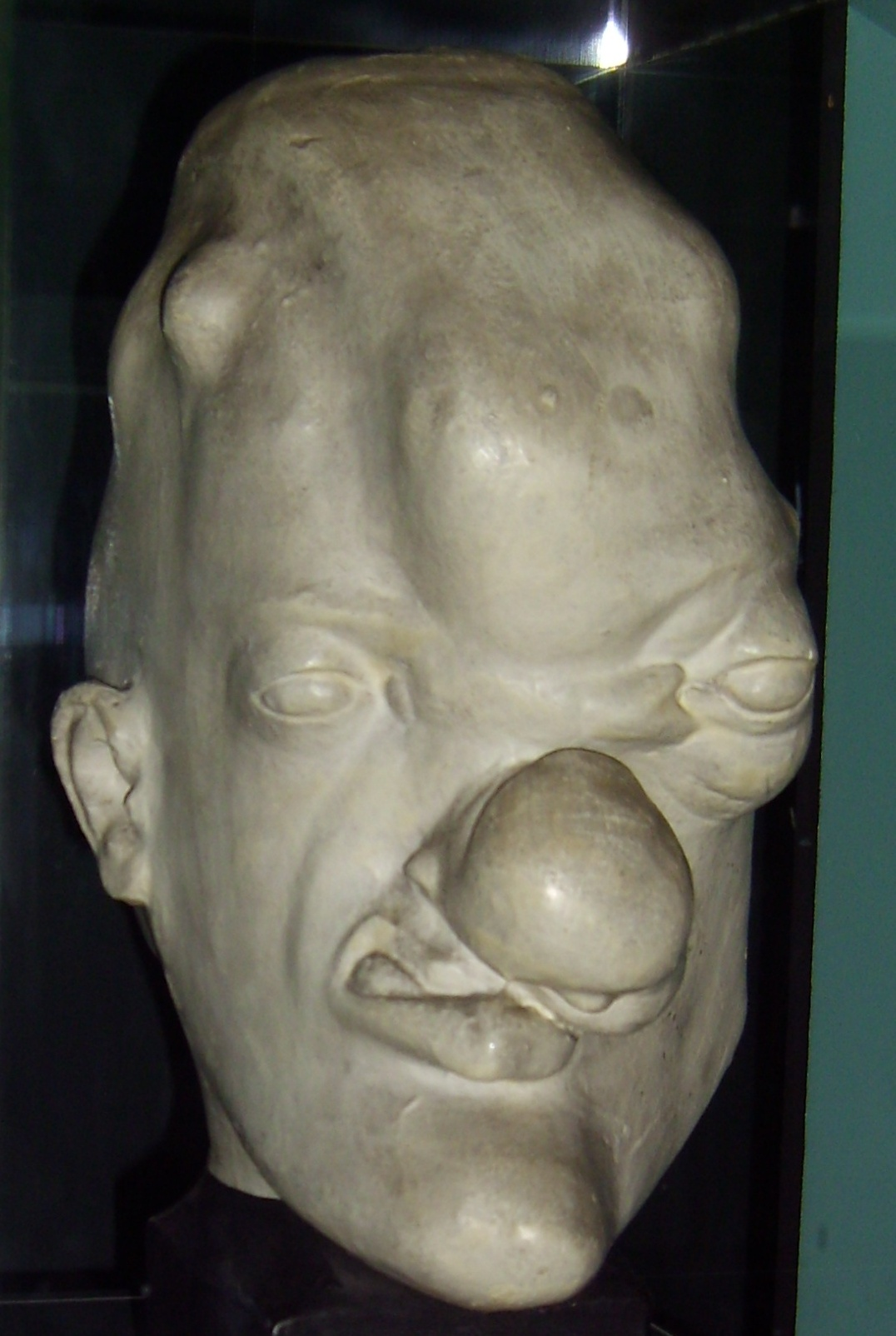
고무종매독 환자의 얼굴을 나타낸 모습. 파리 인류박물관.

3기 매독(tertiary syphilis)은 첫 감염 이후 3~15년쯤 뒤에 발생할 수 있으며, 세 가지 다른 형태로 나누어진다. 각각의 종류는 고무종매독(gummatous syphilis, 15%), 후기 신경매독(late neurosyphilis, 6.5%), 심혈관매독(cardiovascular syphilis, 10%)이다. 치료하지 않는 경우 감염자의 3분의 1 가량이 3기 매독으로 진행한다. 3기 매독 환자는 감염성을 가지지 않는다.
고무종매독 또는 후기 양성(benign) 매독은 첫 감염 이후 1~46년, 평균적으로는 15년 뒤에 발병한다. 고무종매독에서는 만성 고무종이 형성되는 것이 특징적인데, 고무종은 부드럽고 종양처럼 생긴 염증성 병변이다. 크기는 사람에 따라 상당히 다르다. 일반적으로 피부, 뼈, 간 등에 발생하나, 다른 신체 부위 어디에서도 생길 수 있다.
심혈관매독은 초기 감염에서 10~30년 후에 대개 발생한다. 가장 흔한 합병증은 매독성 대동맥염인데, 매독성 대동맥염은 대동맥류를 형성할 수 있다.
신경매독은 증상이 있든 없든 중추신경계에 발병한 매독 감염을 가리키는 용어이다. 매독의 어느 병기에서든 발생할 수 있다. 초기에 신경매독이 발생하면 무증상이거나 매독성 수막염의 형태로 나타날 수 있으며, 후기에 수막혈관매독(meningovascular syphilis)의 형태로 발생하는 경우 전신불완전마비나 척수매독을 일으킬 수 있다.

### 선천성 매독
선천성 매독은 임신 중이나 출산 시에 산모에서 아기로 전파된다. 선천성 매독에 감염된 신생아 중 3분의 2는 증상이 나타나지 않는다. 생후 첫 2년간 나타나는 흔한 증상에는 간과 비장이 커지는 간비종대(70%), 발진(70%), 발열(40%), 신경매독(20%), 폐렴(20%)이 있다. 치료하지 않는 경우 40% 정도의 선천성 매독 환자는 후기 선천성 매독으로 진행하여 안장코 기형, 히구메나키스 징후, 칼정강뼈, 클러톤 관절 등의 여러 소견을 보일 수 있다. 임신 도중 감염되는 경우 유산의 위험도 있다. 선천성 매독에서 나타나는 세 가지 주된 치과적 이상은 허친슨 절치(가운데 홈이 파인 모양의 앞니), 뇌상구치(bud molar), 상실구치(오디를 닮아 결절이 많고 교합면이 불규칙한 어금니)가 있다.

## 원인

### 미생물

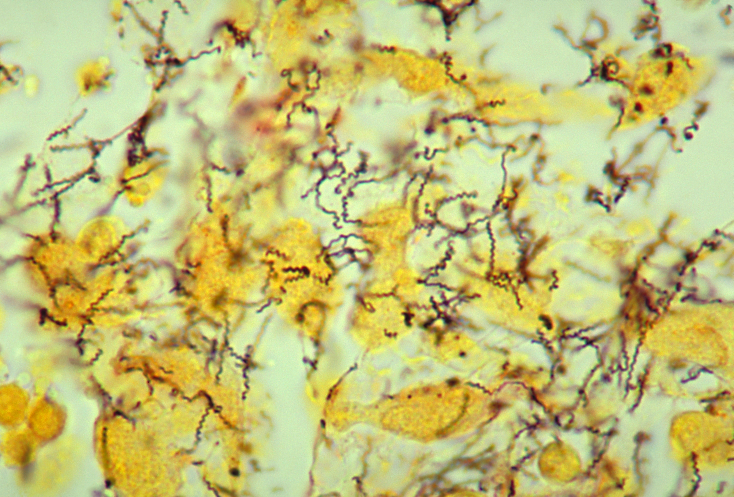
매독균의 조직병리학 소견. 수정 은 염색을 사용하였다.

매독균의 아종인 Treponema pallidum pallidum 은 나선형의 그람 음성균으로, 운동성이 아주 크다. 다른 매독균 아종과 관련된 사람의 질환에는 요스 (아종 pertenue), 핀타병 (아종 carateum), 비성병성 매독 (아종 endemicum)의 세 가지가 있다. 아종 pallidum 과 달리 이들은 신경 질환은 일으키지 않는다. 사람은 아종 pallidum 의 유일하게 알려진 자연 숙주이다. 숙주 없이 매독균은 수 일 이상 생존할 수 없다. 이는 매독균의 유전체 크기가 1.14Mbp밖에 되지 않아, 대다수의 영양소 거대분자를 합성하는 데에 필요한 대사 경로를 암호화하지 못하기 때문이다. 또한 분열시간도 30시간 이상으로, 분열이 느리다. 그러나 매독균은 면역계를 회피하는 능력과 침습성이 있다는 사실이 알려져 있다.

### 전파
매독은 주로 성적 접촉을 통해 전파되거나, 산모가 임신 중 아기를 감염시키는 방식으로 전파된다. 매독균은 온전한 상태의 점막 혹은 손상이 있는 피부를 통과해 감염을 일으킨다. 따라서 병변 주변에 키스를 하거나 구강성교, 질성교, 항문성교를 통해서 매독균이 전파될 수 있다. 1기나 2기 매독에 노출된 사람 중 30~60%가 매독에 걸릴 수 있다. 고작 57마리의 세균에 접종된 경우에도 감염 확률이 50%에 이른다는 점을 통해 매독의 감염력을 실감할 수 있다. 미국에서 새로 발생하는 매독 환자의 60%는 남성과 성교하는 남성이며, 20%는 다른 성행위 없이 구강성교만 한 경우였다. 또한 매독은 혈액제제를 통해서도 전파될 수 있으나, 많은 국가들에서는 헌혈된 혈액을 감시하고 있으므로 그 위험은 낮은 편이다. 주사침을 나눠 쓰는 방식으로 전파될 위험은 제한적인 것으로 보인다.
변기 시트나 일상적인 활동, 욕탕, 같은 주방 기구나 옷을 공유하는 등으로는 일반적으로 매독이 전파될 수 없다. 이는 주로 매독균이 인체 바깥에서 아주 빠르게 죽어버려, 개달물을 통한 전파가 극히 어렵기 때문이다.

## 매독 검사
주로 다음 두가지 검사를 한다.
VDRL, TPHA 검사를 하며 정성 검사로 +/- 판정을 해서
- VDRL이 +이고, TPHA가 - false positive,
- 둘다 +이면 현재 앓고 있으므로 치료가 필요,
- VDRL - 이고 TPHA + 이 경우 대개 치료된 매독으로 과거에 앓았으며 현재에는 매독균이 없는 상태로 치료가 필요 없음. VDRL 정량 검사 역가가 음성이면 치료된 매독 양성일 경우 1:8 이하는 후기잠복매독(만기매독)일 가능성이 있으므로 FTA-ABS lgm항체 검사로 활성 여부를 판단. 양성일 때 치료병력이 확실치 않은 경우 유병기간을 모르는 후기잠복매독에 준하여 치료, 1기매독 초기(window period) 이를 배제할 수 없을 때는 2～4주 후 재검사 시행(질병관리본부 성매개감염 진료지침 2011 참고)

- TPHA 정성검사는 한번 양성 판정을 받으면 죽을 때까지 양성으로 나올 가능성이 높다.
- TPHA 정량 검사의 의미 있는 수치는 1:160 이상이다. 대부분 치료가 되면 TPHA 정량 수치는 감소하여 1:80의 약양성인 낮은 수치를 유지 하지만 그렇지 않은 경우도 있고 아주 간혹 음전 될 수 있다.
- 단지 만기매독의 진단에서 VDRL titer가 낮게 나오기 때문에(1/4에서는 음성으로 나옴) TPHA 등으로 확인할 필요가 있어서 이때 체크할 때 쓰는 검사이다. 추적검사의 결과에 따라 재치료를 시행할 수 있다. 그리고 이때는 FTA-ABS IgM항체 검사를 시행하여 양성일 경우 초기감염을 시사하므로 활성 감염으로 즉각적으로 치료를 해야 하고, 음성일경우 비활성이므로 현재력이 없다고 볼 수도 있다. 그리고 Igm항체는 초기에만 존재하다 사라질 수 있다는 점도 감안 하여야 한다. 민감도와 특이도가 높은 매독 PCR검사를 병행하여 참고할 수 있다. 매독균이 있는지 없는지를 확인하는 매독 PCR검사는 혈액과 소변등으로 할 수 있다. 단지 살아있는 매독균 뿐만 아니라 죽은 매독균(사균)도 검출이 되어 양성으로 나올 수 있기 때문에 유의해야 한다. 매독 PCR 검사로 만기 매독 인지 치료된 매독 인지를 구분 할 수 있다. 매독 PCR 검사는 EDTA(혈액), 소변등의 검체로 검사가 가능 하다.
- 재치료 적응증은 매독증세가 재발하거나 VDRL titer가 4배 이상 증가 했을 때이다. 감염 후 충분하게 치료를 했어도 어느 정도의 항체가 남아 낮은(1:2 역가) 항체가로 오래 지속되기 때문에 이 항체가가 소실될 때까지 치료를 계속할 이유는 없다.
- TPHA양성은 이전에 매독을 앓았기 때문에 양성으로 나오는 것이다. 참고로 페니실린 외 다른 약으로 매독을 치료한 경우는 계속 titer를 f/u 추적검사 하는 게 원칙이다.
- VDRL/RPR 선별검사에서는 생물학적 위양성의 결과가 나올 수 있으므로, 확진검사인 TPHA/FTA-ABS등의 검사로 확진 할 수 있다. FTA-ABS IgM 항체가 양성일 경우 VDRL역가 추적검사를 시행, IgM 항체가 음성일 경우 현재력 없음.
- 신경매독의 진단 : 매독균이 전신으로 퍼지는 시기에는 중추신경계에도 매독균이 침투하여 신경매독을 일으킬 수 있다. 하지만, 뇌혈관장벽이 이를 막아주게 된다. 만약, 매독균이 뇌혈관장벽을 통과하여 중추신경계에 침투하게 되면 신경매독이 된다. 신경매독은 무증상신경매독과 현증신경매독으로 나뉘며, 무증상 신경매독은 증상이 없으며 혈액과 뇌척수액 검사를 통하여 확인이 된다. 현증신경매독의 경우 하지를 바늘로 찌르는듯한 통증이나 동공증상이 나타날 수 있으며 모든 현증 신경매독은 수막염으로부터 시작되고 뇌척수액의 염증세포와 백혈구, 단백 수치등을 검사하여 확인할 수 있다. 1기, 2기, 신경매독이 없는 3기의 치료인 페니실린 엉덩이 근육주사로 수치가 잘 내려가 치료가 되었다면 신경매독은 배제할 수 있다. 페니실린 근육주사의 성분은 뇌혈관장벽을 침투할 수 없기 때문이다. 신경매독의 치료는 엉덩이 근육주사 페니실린과는 다른 수용성 페니실린을 10~14일 정맥주사하여 치료하게 된다. 그러므로 페니실린 엉덩이 근육주사로 치료가 잘 되었다면 신경매독은 없었던 것이다. 2기매독에서 혈행을 타고 전신으로 매독균이 퍼지는 시기에는 중추신경계에도 침투할 수 있는데 가능성이 크지는 않다. 만약 중추신경계에 침투하게 되면 자연치유가 되지 않기 때문에 사멸하지 않고 무증상 또는 현증 신경매독을 일으킬 수 있다. 보통 신경매독은 후기매독에서 나타나게 된다.

## 전염과 치료

### 전염성
세균성 질병이니 만큼 단순히 매독균에 노출된 피부접촉만으로는 감염되지 않는다. 매독 환자와의 성접촉시 감염율은 50%정도 되고, 남성보다는 여성의 감염확률이 높다. 2년 이내의 조기 매독은 전염성이 있으나 후기잠복매독의 경우 전염성은 없다. 대부분 치료후 전염성은 소실되고 완치되면 전염성은 없다. 산업화나 전쟁으로 인하여 널리 퍼지므로, 문명화는 매독화라는 희언도 있다.

### 치료
조기발견시 페니실린 항생제로 완치가 가능하다. 예전에는 수은으로 치료하다가 수은 중독으로 장애나 사망을 초래하기도 하였다. 치료 후 치료가 잘 되었는지 1, 3, 6, 12, 24개월 주기적으로 검사를 하여 치료가 되었는지를 추적검사를 확인할 수 있다. 페니실린 근육주사로 치료가 된다면, 신경매독은 없었다고 봐도 된다. vdrl이 음성으로 전환 되거나 지속적으로 낮은 역가로 지속 된다면, 완치로 판정할 수 있다. 다만, 완치가 되어 매독균이 모두 사라져도 매독특이항체 검사상에서는 평생 양성판정이 나올 수 있는데 그 이유는 매독균이 처음 들어 왔을 때 매독특이항체가 생기고 매독이 치료되어 매독균이 모두 사라져도 매독특이항체는 남아 평생 지속 될수도 있기 때문이다. 하지만, 낮은 확률로 특이항체가 없어질 수 도 있다.

### 완치 기준
치료 전 역가에서 4배 이상 감소 하거나 음성 판정이 될때, 그리고 VDRL titer가 1:4이하이로 불활성화 되면 완치가 된 것으로 볼 수 있다. 단, 처음 수치가 높아 4배이상 수치가 떨어져도 1:4이하의 수치보다 높을 경우에는 아래와 같은 수치 변화를 보일 때 성공적인 치료로 간주한다.
1기매독
- 6개월 : 역가 4배 감소(예: 1:32에서 1:8로 감소)
- 12개월 : 역가 8배 감소
- 24개월 : 역가 16배 감소
2. 2기매독
- 6개월 : 역사 8배 감소
- 12개월 : 역가 16배 감소
3. 3기매독
- 12개월 : 역가 4배 감소
일례로 처음 수치가 1:8인 1기 매독의 경우 8배 감소가 1:1이기 때문에 16배 감소는 없다. 그러기 때문에 최종적으로 음성이 되거나 1:4이하이면 완치가 된 수치이다.

### 후유증
2년 이내의 조기 매독은 치료후 후유증 없이 깨끗이 치료된다. 무증상 신경매독이나 수막염 신경매독은 후유증 없이 치료되는 경우가 흔하다. 신경매독 후유증이 남았는지 확인하는 방법은 뇌척수액 검사나, BMRI, 뇌CT등으로 확인이 가능하다. 2년 이상된 만기 매독 중 후기잠복매독 단계에서는 3차 매독이나 신경매독으로 발전할 수 있고, 오랜 방치 후에는 여러 장기나 조직에 파괴를 일으키고 치료를 해도 손상된 장기나 뇌는 후유증이 남을 수 있다.

## 역학
| 자료 없 <35 35–70 70–105 105–140 140–175 175–210 | 210–245 245–280 280–315 315–350 350–500 >500 |

2012년 기준 매독으로 인한 100만 명당 사망자 수
0–0
1–1
2–3
4–10
11–19
20–28
29–57
58–138

2004년 기준 매독 연령 보정된 10만 명당 장애보정생존연수
자료 없
<35
35–70
70–105
105–140
140–175
175–210
210–245
245–280
280–315
315–350
350–500
>500

2012년 기준으로, 전 세계 성인의 0.5%가 매독에 감염되어 있으며 2012년에는 약 600만 명이 새로 매독에 감염되었다. 1999년에는 1,200만 명이 새로 매독에 걸렸으며, 이 중 90% 이상이 개발도상국의 사례라고 생각된다. 또한 매독은 1년에 70만 명에서 160만 명의 임산부를 감염시켜 유산, 사산, 아기의 선천성 매독을 일으킨다. 2015년 기준 매독으로 인한 사망자 수는 107,000명으로, 1990년의 사망자 수인 202,000명보다 감소하였다. 사하라 이남 아프리카에서 매독은 주산기 사망자 수의 대략 20%를 차지한다. 매독의 발병률은 오락용 약물 사용자, 인간면역결핍 바이러스(HIV) 감염자, 남성과 성교하는 남성에서 비교적 높다. 미국의 경우 매년 약 55,400명이 매독에 새로 감염된다. 2020년 미국에서는 매독의 발병률이 3배 이상 증가하였는데, 그보다 전인 2018년에서는 전체 매독 발병자의 86%가 남성이었다. 아프리카계 미국인은 2010년 조사에서 전체 매독 발병자의 거의 절반을 차지하였다. 2014년 기준 매독 감염은 미국에서 지속적으로 증가하여 왔다. 한편 대한민국에서는 2017년에서 2018년까지는 매독 환자 수가 감소하였으나, 2018년 5,627명이던 매독 환자 수가 2021년까지 꾸준히 상승하여 6,293명으로 집계되었다. 코로나19 범유행 사태로 사람들 간의 교류가 줄었음에도 매독 환자 수가 증가한 이유로 개방적으로 변한 성 의식이나 데이팅 앱 등의 발달, 해외에서의 환자 유입과 해외 여행에서 매독에 걸리고 국내로 전파하는 경우 등이 꼽힌다. 일본의 경우 제2차 세계 대전 직후부터 매독이 문제시되어 2011년까지 수백 건으로 매독 환자 수가 꾸준히 줄어 왔으나, 2011년을 기점으로 환자 수가 반등하여 2018년에는 6,000명 이상을, 2022년 12월 기준으로는 12,192명을 기록하였다. 이는 성병 환자의 집계 이래 가장 많은 수이다.
18세기와 19세기 유럽에서 매독은 아주 흔한 질병이었다. 귀스타브 플로베르는 매독이 19세기 이집트의 매춘부들 사이에서 보편적으로 퍼져 있었다는 것을 밝혔다. 20세기 초 선진국에서는 항생제가 널리 쓰이면서 매독 감염이 1980~90년대까지 빠르게 감소하였다. 그러나 2000년을 기점으로 미국, 캐나다, 영국, 오스트레일리아, 유럽 등에서는 특히 남성과 성교하는 남성을 중심으로 매독의 감염률이 증가하기 시작하였다. 이 기간에 미국 여성의 매독 감염률은 크게 변하지 않고 유지되었으며, 영국의 경우 여성 감염률이 증가하였으나 남성보다 작았다. 1990년대 이후 중국과 러시아에서는 이성애자 간의 감염률도 증가하였다. 이는 난잡한 성교, 성매매, 콘돔 사용 감소 등 안전하지 않은 성행위가 증가하였기 때문이다.
치료하지 않는 경우 사망률은 8%에서 58% 정도로, 남성에서의 사망률이 더 크다. 매독의 증상은 19세기나 20세기와 비교했을 때 비교적 가벼워졌는데, 이는 효율적인 치료가 널리 퍼지고 세균의 독력이 감소한 점이 부분적으로 관련이 있다. 조기에 치료하는 경우 합병증 발생이 적어진다. 매독은 HIV 전파의 위험을 2~5배까지 증가시키며, 매독균과 HIV에 함께 감염되는 경우도 흔하다. 공동감염의 비율은 30~60%로 보고되기도 한다. 한편 2015년 쿠바는 처음으로 매독의 산모-아기 간 감염을 근절한 첫 국가가 되었다.

## 문화

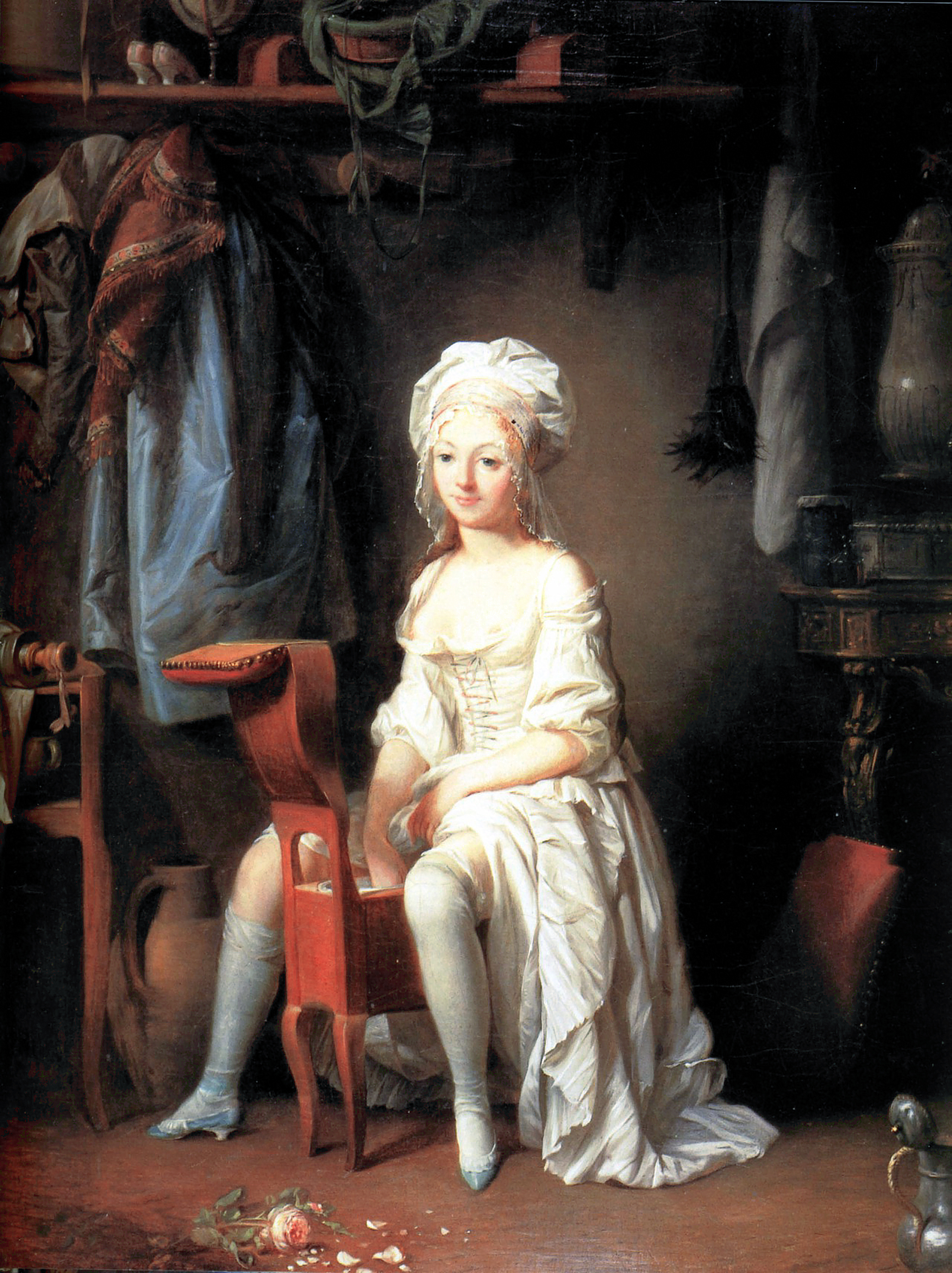
비데 사용하는 여인

### 비데
유럽에 매독(梅毒)이 크게 유행하자 17세기경부터, 성관계 전후에 비데(Bidet)를 사용하는 관습이 프랑스에서 생겨났다. 당시에는 도자기로 만든 큰 용기에 따뜻한 물을 담고 그 위에 걸터앉아 국부(局部)를 세척하는 원시적인 형태의 비데가 많이 사용되었다. 본래 십자군 원정 때 말을 타고 장시간 이동하며 생긴 치질을 치료하기 위해 사용한 것이 비데의 기원이다. 그러나 비데라는 말은 프랑스 귀족들이 키우던 애완 조랑말을 지칭하던 단어에서 유래하였다. 뒤물처리를 위해 도자기 위에 걸터앉은 모습이 기마자세와 유사하여 사용하기 시작했던 것이다.
피임을 위해서 사용하기도 했으나 효과는 없었으며 점차 항문세척과 치질 등 비뇨기과 질환 치료용으로 사용되기 시작했다. 오늘날에는 전기장치를 연결하여 온수를 분출하는 노즐이 있는 제품이 만들어져 편리성을 더하고 있으며, 화장지 사용을 줄여 환경보호에 도움이 되고 거동이 불편한 장애인, 환자, 노인들에게 매우 유용하게 쓰이고 있다.

### 가발

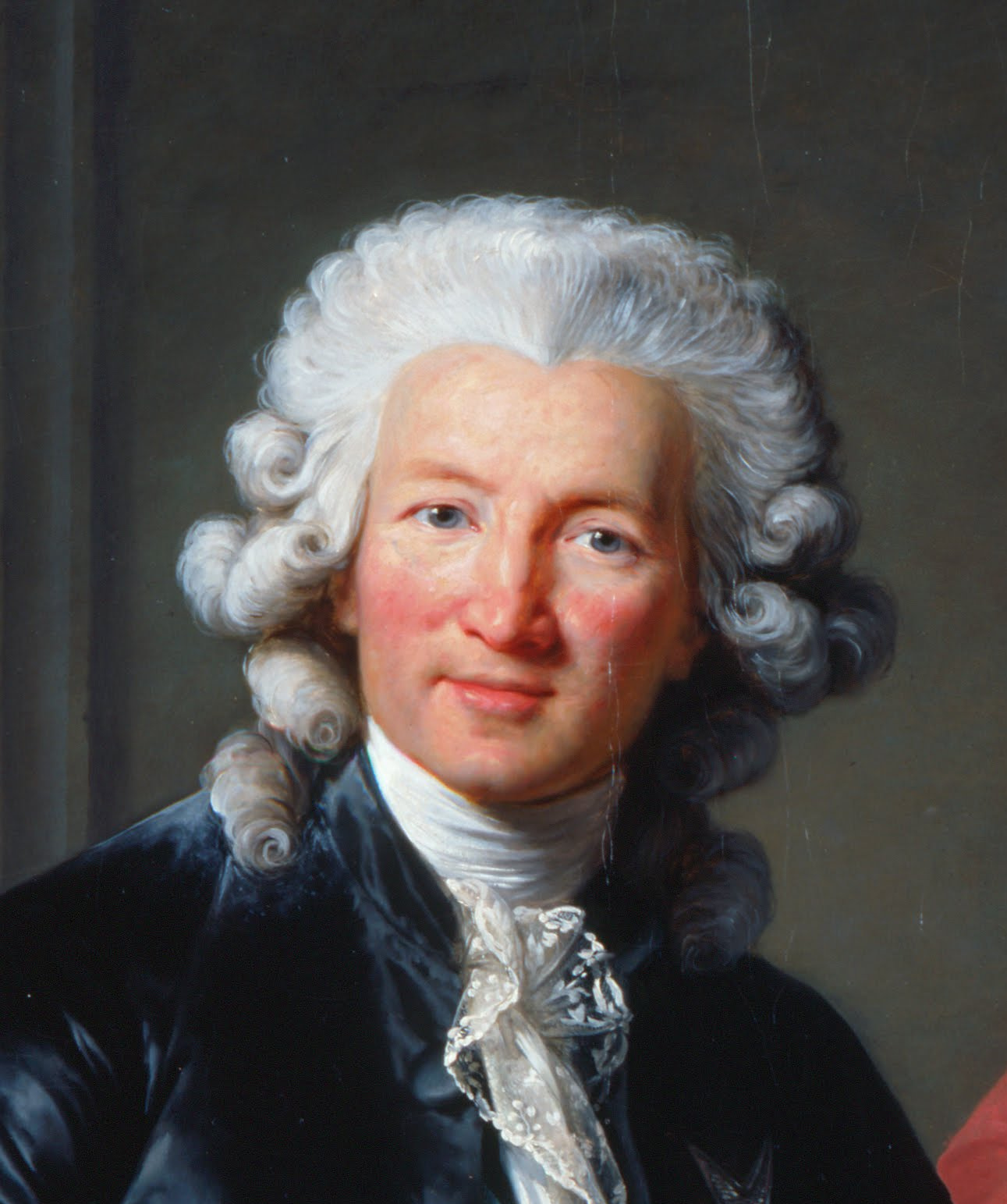
가발을 쓴 남성

매독으로 인해 손상된 용모를 최대한 가리기 위해서 귀족들이 가발을 쓰기 시작했다. 중세말에 교회에 대한 실망과 함께 염세주의와 쾌락주의가 만연하며 성적으로 문란해진 귀족사회에 매독이 유행하면서 매독의 부작용으로 발생한 피부이상과 탈모를 감추기 위해서 가발 쓰는 문화가 다시 부활했다. 가발은 본래 고대 이집트인들이 위생상의 문제로 삭발을 한 후 뜨거운 태양으로부터 두피를 보호하기 위해 착용하던 것이 로마제국에서 받아들여져 상류층에서 크게  유행했던 문화였다.
유럽이 기독교화되면서 사치를 조장하는 등에 부작용을 일소하기 위해서 교리적으로 죄악시하자 사라졌었다. 16세기에 다시 등장한 가발은 흰색이 권위와 지성을 상징한다는 믿음에 따라 밀가루를 뿌려 착용했는데, 이를 위해 침실 옆에 별도의 공간을 만들었고 화장하는 방이라는 뜻의 파우더 룸(powder room)이라 불리우게 되었다. 가발문화는 프랑스 대혁명(1789)으로 귀족계급이 몰락하자 쇠퇴했으나 영국에는 오늘날까지 법관들이 가발을 착용하고 재판을 하는 관습이 남아있는 것을 볼 수 있다.

### 목욕문화

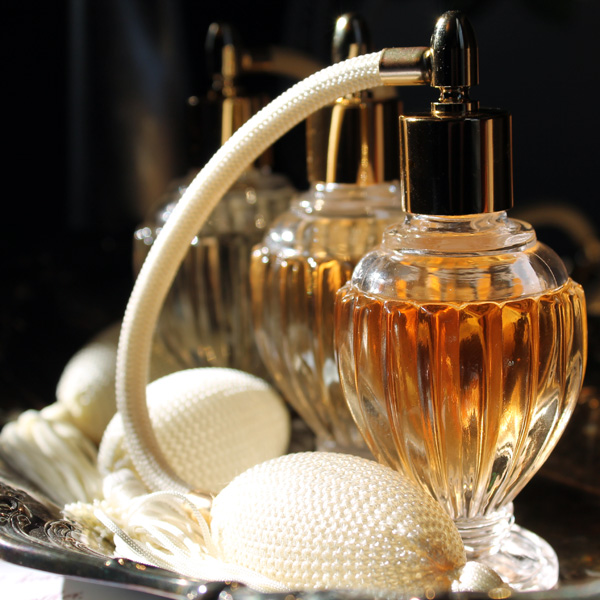
향수 (perfume)

매독으로 인해 유럽의 목욕문화도 급속히 쇠퇴하였다. 로마 제국 시절에는 목욕문화가 크게 발달했었으나 여러 전염병이 돌며 공중목욕탕이 폐쇄되었고 기독교에서 음란을 조장한다는 이유로 죄악시하자 자취를 감추게 되었다. 그러던 것이 십자군 원정 이후 중동의 한증탕 문화의 영향으로 다시 공중목욕탕들이 들어섰다. 그러나 당시 공중 목욕탕은 다소 문란한 남녀의 사교장이었기에 매독 감염의 진원지로 지목 받으며 당국에 의해 폐쇄조치가 취해졌고 점차 공중 목욕산업이 쇠퇴하면서 유럽인들 사이에서는 다시 목욕을 기피하는 문화가 형성되었다. 목욕을 하지 않아 몸에서 발생하는 악취를 감추기 위해서 향수를 적극적으로 사용하게 되었고 향수산업이 발달하기에 이른다.

### 예술

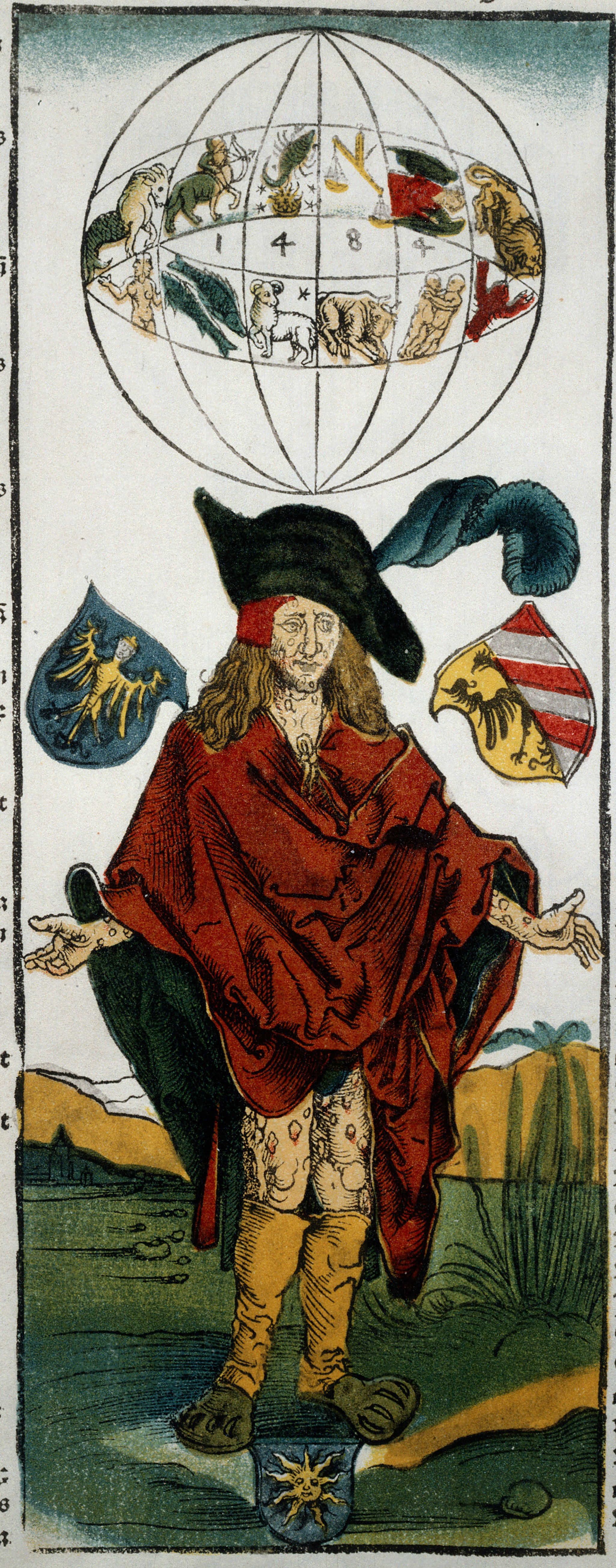
"매독에 걸린 남자" (1496) - 알브레히트 뒤러
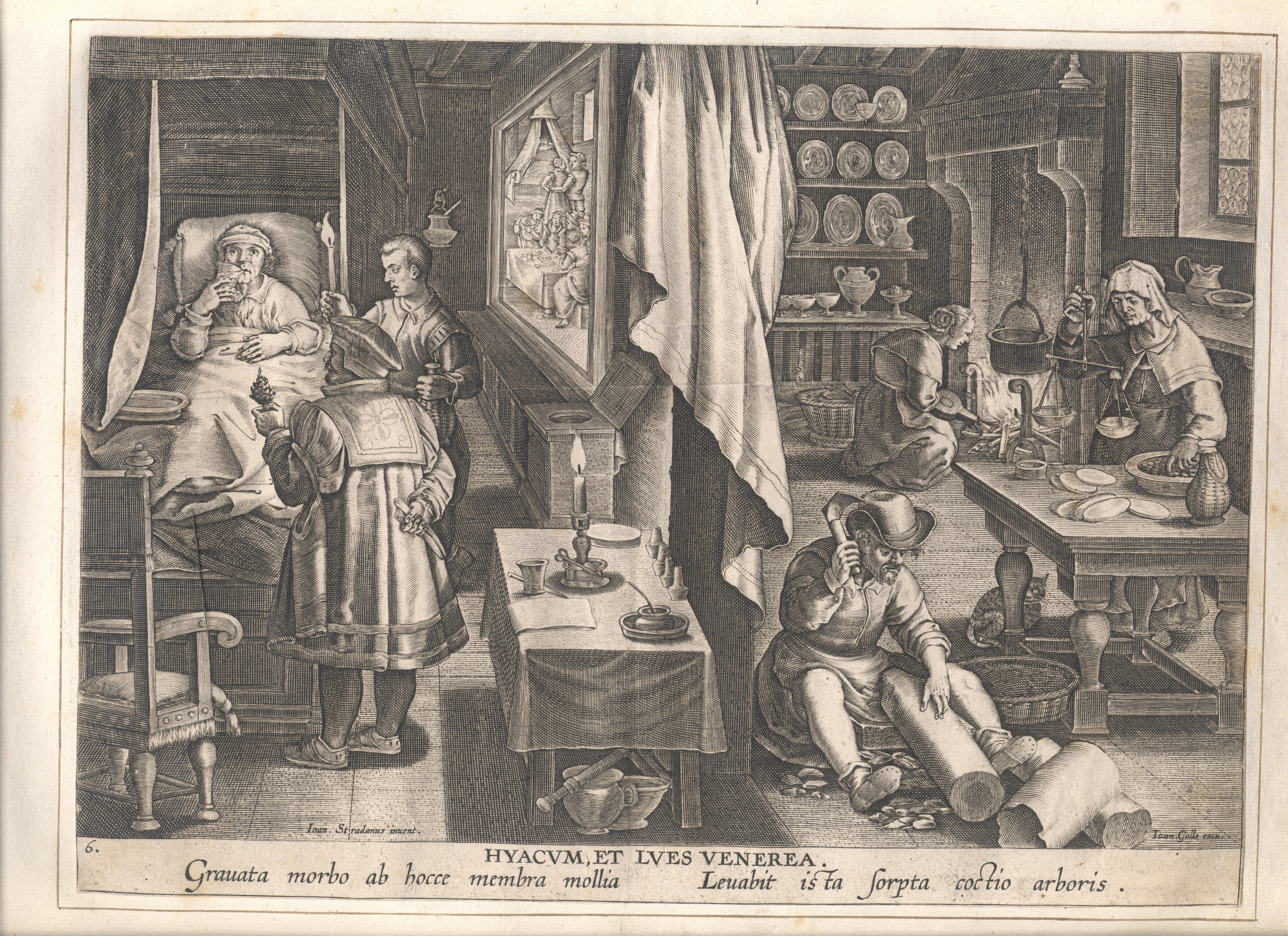
"매독 치료를 위한 유창목의 준비와 사용" (1590) - 스트라다누스

"매독에 걸린 남자"는 알브레히트 뒤러의 초창기 목판화이며, 매독에 걸린 사람을 정확히 묘사한 최초의 사례이다. 이 그림의 주인공은 북유럽의 용병인 란츠크네히트로 추정된다. 19세기 유럽 문학에서 등장한 팜 파탈의 유래에도 매독이 일부 관여했다 여겨진다. 이는 존 키츠의 "무정한 미인"(La Belle Dame sans Merci) 같은 고전 문학에서 그 사례를 들 수 있다.
플랑드르의 화가였던 스트라다누스는 "매독 치료를 위한 유창목의 준비와 사용"(Preparation and Use of Guayaco for Treating Syphilis)이라는 그림을 남기기도 했다. 중남미에 서식하는 유창목을 이용한 매독 치료를 받는 1590년대 부유한 남자의 모습을 그리고 있다.
1932년 김동인이 발표한 단편 소설 ‘발가락이 닮았다’는 매독 등 성병을 심하게 앓고 있어 생식능력이 없는 M에 대한 이야기이다. M의 친구이자 의사인 소설의 화자는 M이 중증 성병 환자임을 알고 있는 유일한 존재였다. M은 생식능력이 없음에도 불구하고 결혼을 하였는데, 아내가 임신하자 충격을 받는다. 그러나 M은 자신의 자식이 아니지만 “발가락이 닮았다”며 슬픈 몸부림을 치게 되고, 의사인 친구는 차마 “닮은 데가 없다”고 말하지 못한다는 내용이다.

## 역사

### 명칭
매독을 뜻하는 'syphilis'라는 명칭은 이탈리아의 의사이자 시인인 지롤라모 프라카스토로가 붙였다. 1530년에 그가 쓴 《매독 또는 프랑스병》라는 책에 등장하는 전설적인 목동 시필루스(Syphilus)의 이름에서 따온 것이다. 이 책에서 시필루스는 그의 추종자들에 의해 영웅으로 떠받들어졌으나 아폴로 신에게 도전하다가 벌을 받아 매독에 걸리는 것으로 묘사된다. 지롤라모 프라카스토로는 그의 의학서 《전염과 전염성 질병에 관하여》(1546년)에서 'syphilis'라는 단어를 매독을 지칭하는 명칭으로 재차 사용하였고 이것이 굳어져 오늘날에 이르렀다.
조선시대에는 중국에서 유래하였다 하여 당창(唐瘡), 또는 일본을 거쳐서 들어 왔다고 보아 왜색병(倭色病), 서양에서 유래한 성병이라 양매창(楊梅瘡) 그외에는 천포창(天疱瘡)이라 불렀다.

### 기원설
주로 성접촉을 통해서 전염되는 매독(梅毒)은 역사적인 기원이 모호하여 여러 설이 존재한다. 

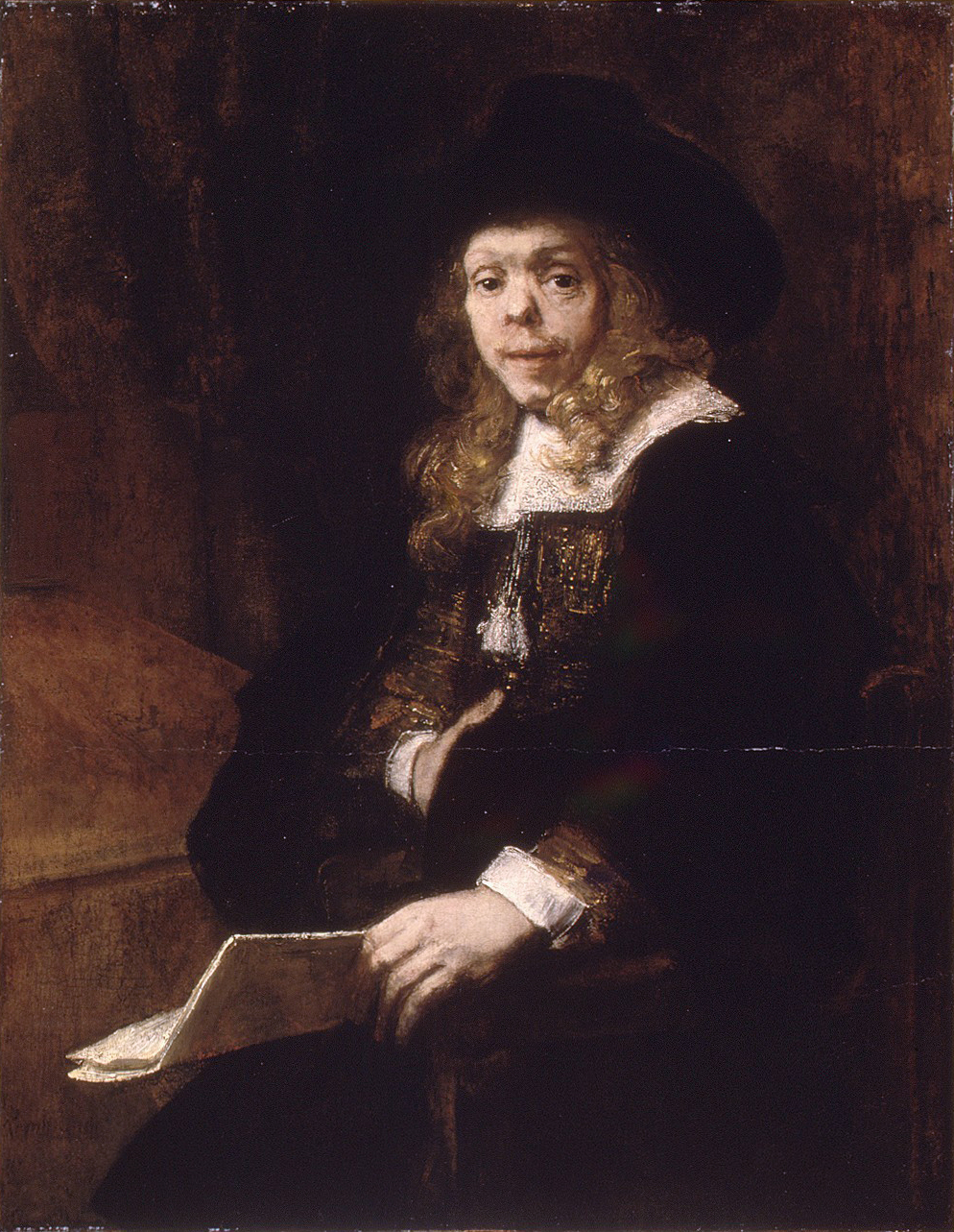
렘브란트가 1665~7년경 그린 제라드 드 래레스의 초상파. 캔버스에 유화. 래레스 자신 역시 화가이자 미술 이론가였다. 그는 선천성 매독 환자로 얼굴이 변형되어 있었으며, 이후 결국 실명에 이르렀다.

고생물병리학자들은 유럽이 아메리카 대륙에 당도하기 이전부터 매독이 아메리카에 존재했다는 사실을 이미 수십 년 전부터 알고 있었다. 유럽과 아프리카, 아시아 등지에서 어땠는지는 보다 불명확하며 여전히 상당한 논쟁거리다. 콜럼버스 이론에 따르면, 크리스토퍼 콜럼버스가 1492년 항해할 당시 같은 배에 승선해 있던 남자가 스페인으로 매독을 옮겨와 퍼뜨렸고, 이후 나폴리에서 1495년에 급속도로 확산됐다. 동시대 사람들은 매독이 아메리카 대륙에서 유래한 것이라 믿었고, 16세기 의사들은 귀환한 탐험가들이 퍼뜨려 자신들을 지독히 괴롭힌 이 질병에 대해 광범위한 저술을 남겼다.
따라서 고대부터 이미 매독이 유럽에 존재했었다는 설보다는 남미대륙의 풍토병이라는 설이 유력하며, 콜럼버스 항해 때 유럽으로 이것이 넘어왔다는 설을 지지하는 근거가 많다. 그러나 1960년대 초, 일부 시신에서 (매독과 비성병성 매독, 요스 등을 포괄하는) 트레포네마증을 앓았을 가능성이 발견되자, 일각에서는 콜럼버스 이전에 매독의 기원이 있었을 수 있다는 의견을 제시했다. 중세 이전 시대의 유럽인들의 유골에서 발견되는 감염병 증상 중에 매독과 비슷한 것들이 발견되었다는 이러한 연구로 인해 한때 매독의 신대륙 전래설은 오류로 취급되었다. 콜럼버스 이전 기원설을 지지하는 가장 강력한 근거는 중세 시대 유해의 뼈와 치아에 매독과 유사한 손상이 남아 있다는 점이다. 그 사례의 절대적인 수는 많지 않지만, 새로운 사례가 2015년까지 계속 발견되었다. 후천성 트레포네마증 최소 15례가 뼈를, 선천성 트레포네마증 최소 6례가 치아를 근거로 현재 널리 인정되고 있다. 이러한 21개의 사례 중 다수에서 매독을 앓았음을 시사하는 근거도 존재한다. 그러나 미국 에머리대학과 미시시피 주립 대학 연구진이 ‘매독 신대륙 도래설’의 반박 자료로 제시됐던 1492년 이전의 유럽인 유골 50구에 관한 자료를 면밀히 분석한 결과 매독 증상과 일치하지 않는다는 결과를 발표하기도 했다.
콜럼버스 기원설을 지지하는 근거는 콜럼버스가 아메리카 탐험을 마치고 돌아온 직후인 15세기 말에 이 질병에 대한 기록들이 유럽 문헌에 많이 등장한다는 점이다. 콜럼버스 탐험 이전의 아메리카 인디언의 유골에서 트레포네마증의 증거가 발견된 것도 신대륙 기원설을 뒷받침한다.
결핵, 천연두 등 전염성이 강한 대부분의 질병은 농경이 시작되고 야생 동물을 가축화시켜 대규모로 사육하면서 가축으로부터 사람에게 전래된 미생물에서 기인한다. 아메리카 대륙에는 소, 양, 말, 돼지 등이 없었으며, 북미의 버팔로는 가축화되지 못했고, 남미에서는 라마나 알파카 정도만 사육을 하였으나 이 가축들은 힘이 약해 이동, 운송, 농경에 이용되지 못했기에 대규모 사육은 이루어지지 못했다.
이처럼 신대륙은 생태학적 다양성이 떨어져 생물학적으로 취약했기 때문에 콜럼버스의 탐험이 후 유럽에서 건너간 질병에 의해 원주민의 인구 급감의 원인이 되기도 했다. 다만 매독은 라마를 키우는 목동들이 수간(獸姦)을 통해서 발생하여 풍토병이 된 것으로 추정되며, 잉카제국의 큰 골칫거리 중 하나였다.
2020년, 여러 고생물병리학자들이 (거의 확실히 매독도 포함해서) 트레포네마증이 콜럼버스의 항해 이전 시대에도 이미 유럽에 존재했다고 결론 내리기 충분한 근거가 모였다고 밝혔다. 그러나 해결되지 않은 문제점 역시 존재하는데, 손상된 치아와 뼈가 매독이 아닌 풍토병 형태의 트레포네마증이 콜럼버스 이전 시대에 유럽에 존재했다는 사실을 알려줄 뿐일 수 있다는 것이다. 매독, 비성병성 매독, 요스는 같은 트레포네마증이지만, 사망률이나 환자의 외양에 차이가 크다. 따라서 각각의 사례에서 생전 앓았던 질병이 무엇인지 아는 것이 중요하지만, 고생물병리학자가 이를 밝히는 것은 어려운 과제이다. 게다가 또 다른 트레포네마증인 핀타병은 피부병이므로, 고생물병리학을 통해서는 구분 자체가 불가능하다. 고대 DNA(ancient DNA, aDNA)가 그 해답을 쥐고 있었는데, 이는 aDNA만으로도 매독과 다른 증상이 유사한 질환을 절대정확도 99.8%로 구분 가능하기 때문이다. 하지만 aDNA를 통해 질환이 역사상 언제부터 존재했는지 알아내는 것은 여전히 느리게 진행되고 있다. 이는 트레포네마증을 일으키는 스피로헤타 세균이 유해에 남아있는 경우가 드물며, 외부 환경에 취약하기 때문에 표본을 획득해 분석하기 아주 어렵기 때문이다. 중세 시대까지 정확히 연대 측정을 실시하는 것은 불가능하다. 그러나 Kettu Majander 등의 연구는 여러 트레포네마증이 근대 초기에 존재했다는 것을 밝혔고, 따라서 트레포네마증과 매독이 중세 유럽에도 거의 확실히 존재했을 것이라 주장한다.

### 전래와 확산

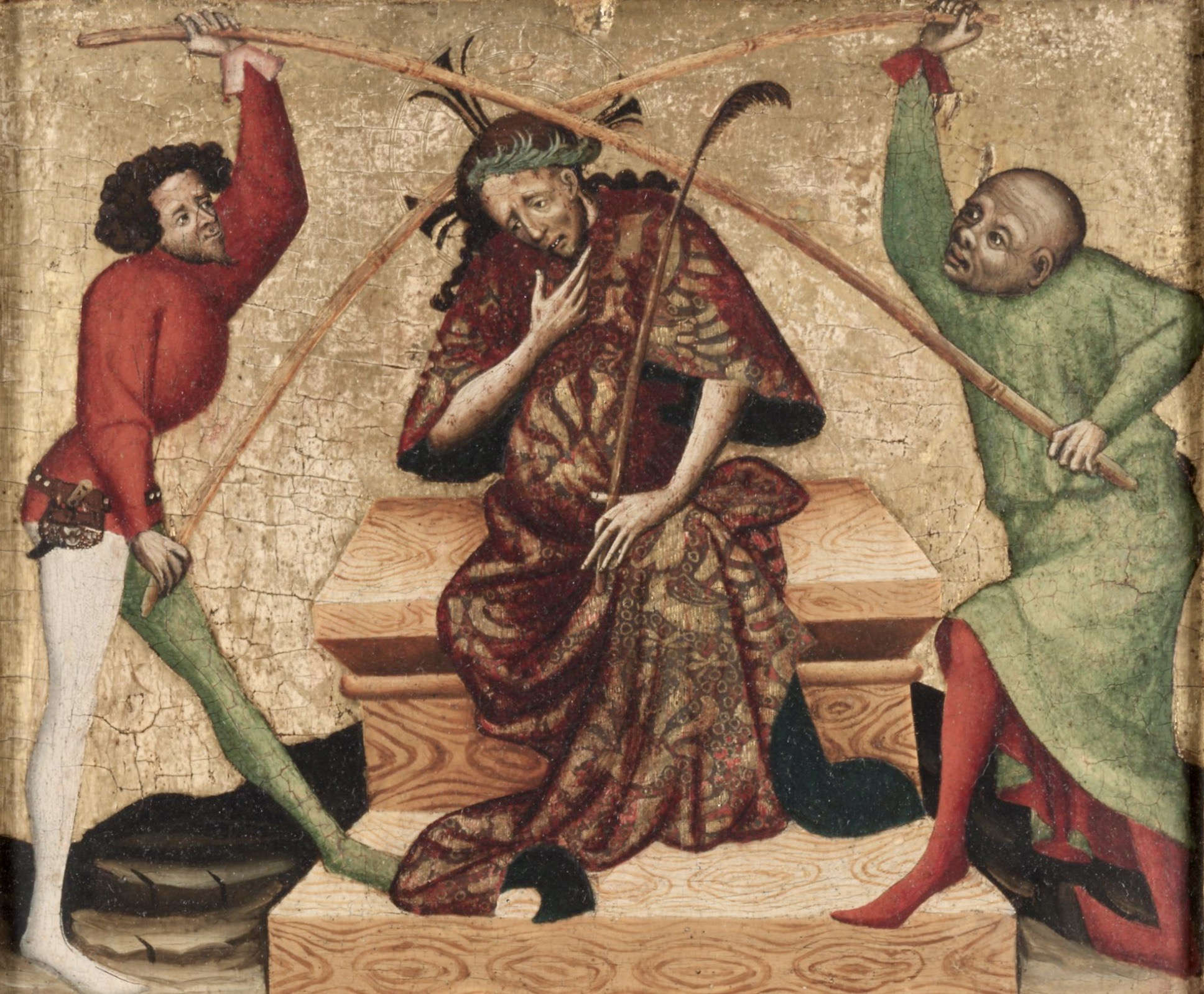
건강한 남자와 병에 걸린 남자가 예수를 처형하기 전 고문하고 있다. 1375~1435년경 프랑스. (Getty Museum Open Content Program).
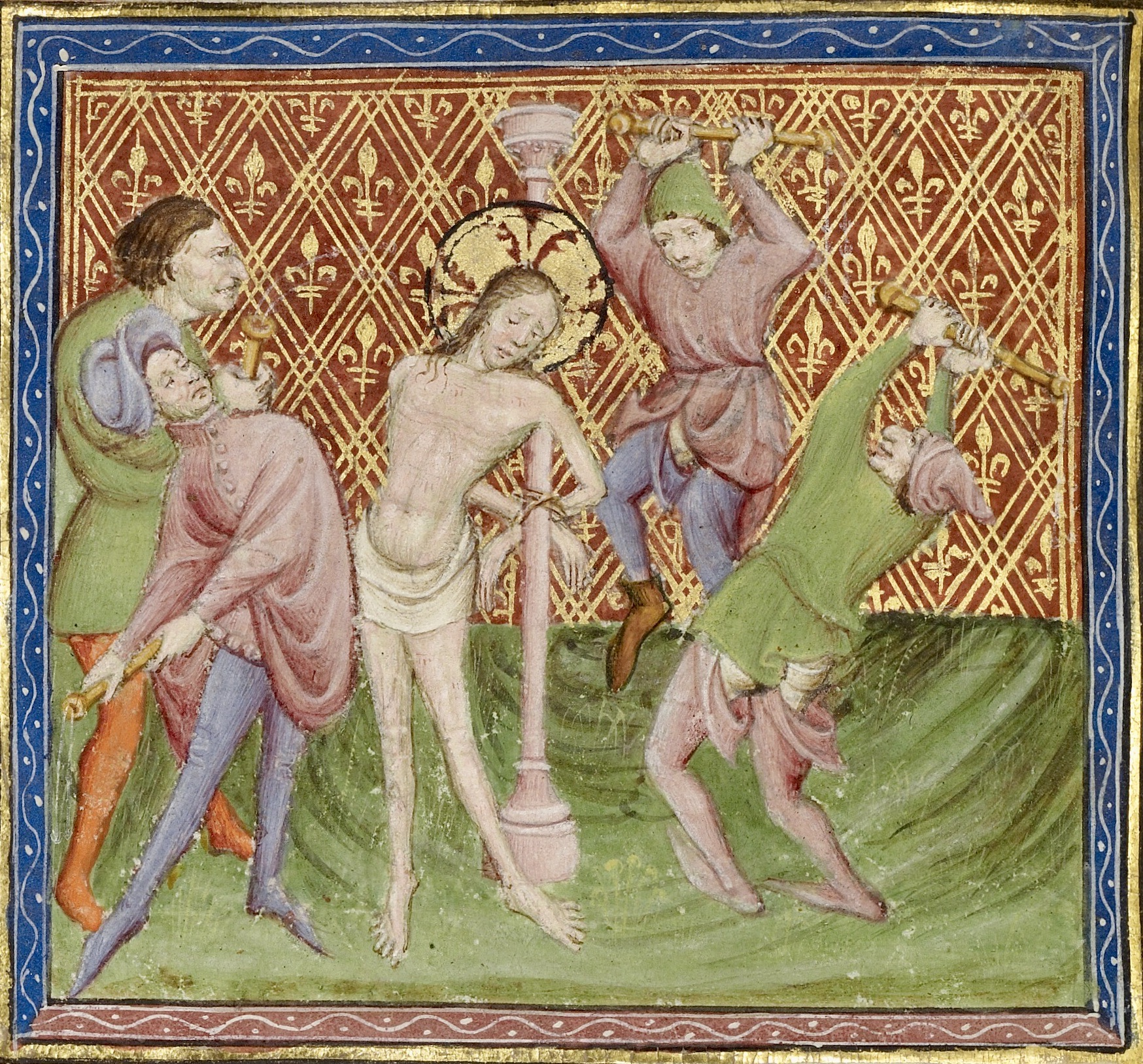
성기에 병변이 있는 남성이 예수를 구타하고 있다. 1400년경. (Cleveland Museum of Art Open Access Program)

콜럼버스가 1차 항해를 마치고 1493년 3월에 귀국한 이후, 선원들에 의해 매독이 스페인, 프랑스, 이탈리아 등으로 전파된 것으로 추정된다. 그 당시 매독이 유럽 전역으로 신속히 퍼져나가게 된 이유는 프랑스의 샤를 8세가 일으킨 이탈리아 전쟁에 각국에서 몰려든 외인부대 용병과 매춘부들 때문이다. 프랑스군이 1495년에 이탈리아의 나폴리를 점령하였는데, 이때부터 나폴리에서 매독이 유행했고 프랑스 군이 귀국한 후 프랑스에서도 매독이 많이 유행하였다는 기록들이 있다. 아울러 종전과 함께 해산한 각국의 용병들이 귀향하면서 유럽 전역으로 매독이 확산되었다. 1497년 매독은 런던까지 도달했고, 성 바솔로뮤 병원에서 환자 20명 중 10명이 감염되었다는 기록이 남아 있다.
1498년에 바스코 다가마가 동방으로의 항로를 개척하며 인도와 말레이 반도에 매독이 전래되었고, 이 지역과 무역을 하던 중국인들에 의해 1505년에 중국 광동 지역에 크게 유행하며 ‘광동창(廣東瘡)’이란 이름으로 불렸다. 1512년 일본에서 첫 환자가 발생한 것으로 볼 때, 1495년 나폴리에서 집단 발병한 이래 채 20년이 안되는 짧은 시간 내에 극동 지방까지 매독이 급속도록 전파되었다는 사실을 알 수 있다.
한편 주거 환경에서 점차 도시화가 진행되자, 사회의 상위 계층에서는 기본 위생을 실천하고 다른 사회 계층과 자신들을 갈라놓기 시작했다. 그에 따라 트레포네마증은 원래 풍토병이던 연령층에서는 사라지고, 성인에서 매독의 형태로 창궐하기 시작했다. 당시 성인들은 소아기에 매독에 노출되었던 적이 없었으므로 심각한 질병을 예방할 수 없었다. 성적 접촉으로 인해 질병이 확산된다는 점 때문에, 성기의 개방형 궤양에 존재하는 다량(high bacterial load)의 세균에 사람들은 쉽게 감염될 수밖에 없었다. 매독에 감염된 사회경제적 지위가 높은 성인들은 수십 년 동안 계속되는 고통스럽고 악화되는 증상에 시달려야 했고, 심지어 사망에 이르는 사례도 있었다. 시골과 도시 인구 간의 발병 양상 차이에 관해 처음 기술한 것은 엘리스 헌든 허드슨(Ellis Herndon Hudson)으로, 매독을 포함한 트레포네마증 발생률에 대해 광범위하게 조사 및 기록했다. 세균의 양이 중요하다는 사실에 처음 주목한 사람은 어니스트 그린(Ernest Grin)으로, 보스니아에서 매독을 연구하던 중 이 사실을 발견했다.
여러 국가에서 성병을 무서우면서도 불결하다고 여겼던 탓에 매독의 실제 발생률 기록은 잘 보존되지 않기는 했으나,:208–209 16세기부터 19세기까지, 매독은 발생률, 증상, 후유 장애, 모든 면에서 가장 심각한 공공보건의 부담 중 하나였다.:208–209 2020년의 한 연구에 따르면, 18세기 후반 런던의 15~34세 인구 중 20% 이상이 매독 치료를 받은 경력을 가지고 있었다. 이 당시에 매독의 원인은 아직 밝혀지지 않았으나, 매독이 성관계를 통해 전염되며 종종 산모가 아기에게 매독을 옮기기도 한다는 사실은 잘 알려져 있었다. 매독이 성관계, 특히 문란한 관계나 매춘과 관련이 있다는 점 때문에 매독 환자는 공포와 혐오의 대상이 되었으며 매독 자체가 터부시되었다. 이환율과 치명률을 고려했을 때, 오늘날과 달리 당시에는 발병 기전에 대해 제대로 알지 못했으며 적절한 치료 역시 이루어지지 못했다는 것을 알 수 있다. 다수 환자의 피해는 질병 초창기의 심한 고통이나 사망으로 인한 것이 아니라, 척수매독을 동반한 신경매독까지 진행한 뒤에 나타났다. 수은 화합물과 환자 격리가 치료에 가장 흔히 쓰였으며, 오히려 이러한 치료가 질환 그 자체보다 더 심각한 결과를 낳은 경우도 많았다.

### 유럽의 반응
유럽에서 매독이 크게 유행하자 이탈리아와 독일에서는 '프랑스병'이라고 불렀다. 샤를 8세의 프랑스 군대와 함께 온 매춘부들에 의해 병이 퍼졌다고 보았기 때문이다. 이와 반대로 프랑스에서는 '이탈리아 병'이라 했으며, 러시아에서는 '폴란드 병', 당시 스페인의 식민지였던 네덜란드에서는 '스페인 병', 터키에서는 '기독교 병'이라 부르며 서로 상대국가를 비난하였다.
파리 의회는 1496년에 매독에 감염된 모든 사람들은 24시간 내에 도시를 떠나라는 명령을 내렸으며, 독일 뉘른베르크에서도 같은 해에 비슷한 예방책이 취해졌다. 1497년 4월에는 스코틀랜드 애버딘의 시의회에서 모든 매춘부들의 상업적 행위 중지를 명령했고, 6개월 후 스코틀랜드 추밀원에서는 매독균에 감염된 에든버러의 모든 거주자들을 섬으로 추방하도록 결정하기도 했다. 매독의 유행은 성행위 관습을 바꿔 놓았고, 대중목욕탕의 문을 닫게 했다. 1496년에 독일 뷔르츠부르크를 시작으로 일반 환자로부터 매독 환자를 격리한 격리병동이 설립되기도 했다.

### 치료법
현대의학으로는 조기 발견시 항생제 1회 처방만으로 완치되는 질병이지만, 매독이 크게 유행한 16세기 당시에는 적절한 치료법이 없었고, 수은으로 치료를 하기는 했으나 부작용이 심했다. 매독균이 열에 약하다는 사실을 발견한 후 말라리아 균을 접종해 치료하기도 했지만 말라리아 균을 이기지 못한 많은 사람들이 사망하기도 했다. 1836년에는 요오드화 칼륨이 치료에 도입되었다.
1905년에 프리츠 샤우딘(Fritz Schaudinn, 1871~1906)과 에리히 호프만(Erich Hoffmann, 1900~1946)은 매독 환자의 하감 및 서혜림프절에서 김사 염색을 이용하여 원인이 되는 세균을 증명하였다. 1906년 아우구스트 바서만(August Wassermann, 1866~1925)에 의해 그의 이름을 딴 매독 진단법이 개발되었다. 효과적인 최초의 치료제는 1909년 독일의 세균학자인 파울 에를리히가 개발한 살바르산(606)이다. 1929년 알렉산더 플레밍이 발견한 페니실린을 미국의 의사 J. F. 마호니 등이 1943년에 초기 매독 치료에 사용한 결과 효과가 있었다는 발표를 한 뒤, 항생제 사용법이 개발되기 시작했다. 이렇게 치료 효과가 발견되자 항생제 치료는 매독의 주된 치료법으로 부상했다.
매독으로 인해 많은 이들이 고생하였고 사망에 이르기도 했다. 마키아벨리가 쓴 군주론의 모델이었던 체사레 보르자도 매독으로 고생했으며, 사망 당시의 기록으로 볼때 영국의 헨리 8세, 로렌초 2세 데 메디치, 동성연애자였던 교황 율리오 2세 등도 사인이 매독인 것으로 추정하고 있다. 그 밖에도 에라스무스, 니체, 슈베르트, 마네, 고갱, 모파상 등이 있다.

### 터스키기와 과테말라 실험

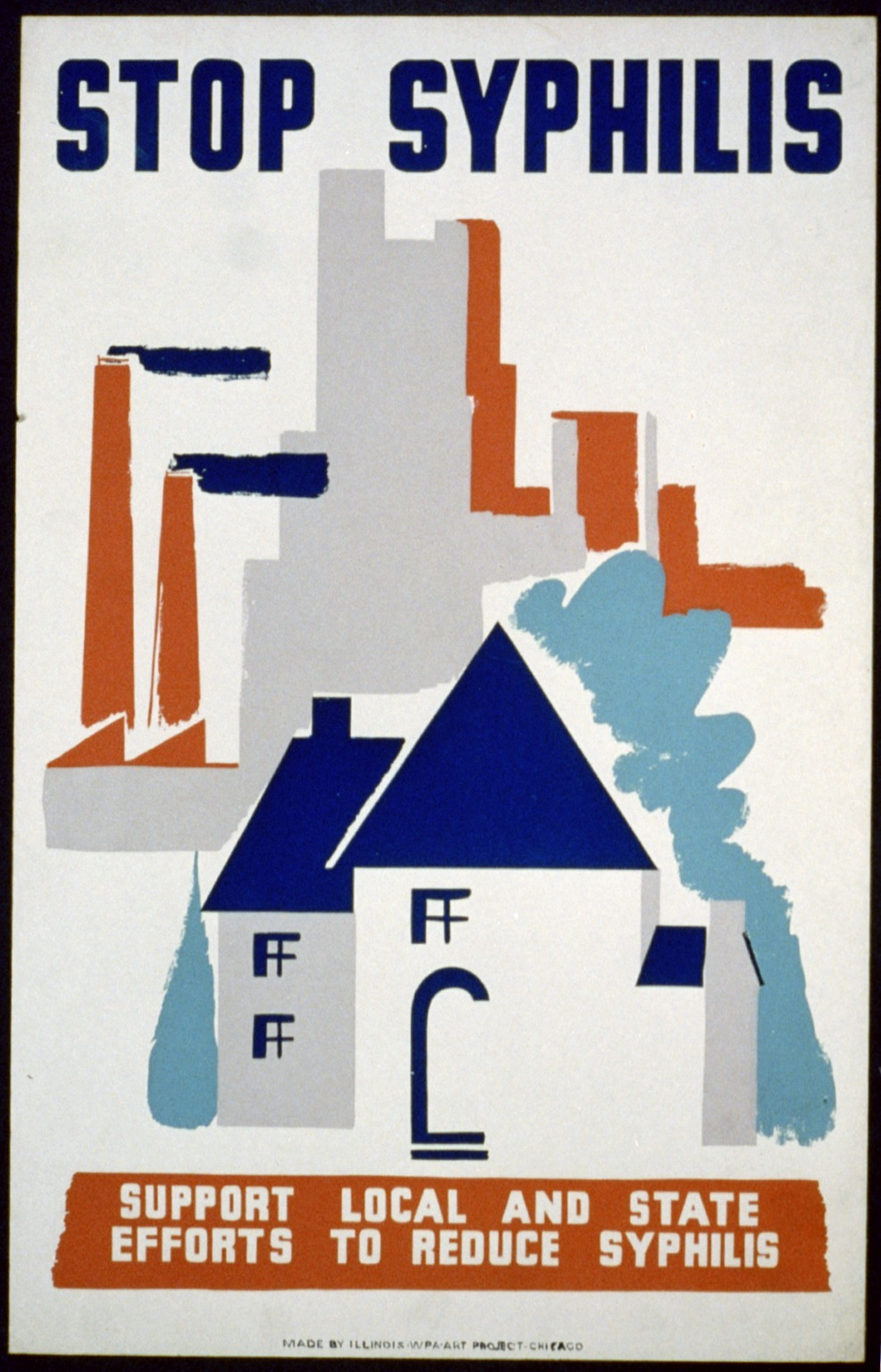
매독에 대해 다룬 1940년대 미국 공공산업진흥국 포스터

흑인 남성들을 대상으로 미국 공중보건국이 1932년부터 1972년까지 자행했던 터스키기 매독 실험은 비윤리적이며 인종차별적인 것으로 악명 높다. 실험의 목적은 치료하지 않은 채로 방치한 매독의 자연사를 관찰하는 것이었으나, 연구의 대상이 되었던 아프리카계 미국인 남성들은 미국 정부가 "나쁜 피"(bad blood)를 치료해준다는 얘기만 들을 수 있었다고 밝혔다.
공공사업진흥국은 앨라배마주의 흑인대학교였던 터스키기 대학교와 협업하여 1932년 연구를 시작했다. 실험 대상인 600명의 빈곤층 남성들은 앨라배마주 메이컨군에 살던 아프리카계 미국인 소작농들이었다. 이들 중 399명은 연구가 시작되기 전에 이미 매독 접촉력이 있었고, 201명은 매독에 걸리지 않았었다. 참가자들에게는 의료 관리, 식사, 사망 시 상조 비용 등이 제공되었다. 피험자들은 연구를 원래 6개월 동안 진행할 것이라고 들었으나, 결국 실험이 종료될 때까지는 40년이라는 시간이 걸렸다. 치료 자금이 바닥나자, 연구진 측은 연구를 지속하면서 치료는 하지 않을 것이라는 사실을 피험자들에게 알리지 않은 채 실험을 계속했다. 참여자가 충분치 않은 상황에서 메이컨군 보건 당국은 피험자들에게 특별한 "치료"를 받을 "마지막 기회"를 주겠다며 편지를 쓰기도 했다. 그러나 이는 치료가 아니었고, 단지 진단을 목적으로 하는 요추천자일 뿐이었다. 감염된 피험자 중 그 누구도 질병에 걸렸다는 사실을 통지 받지 못했고, 심지어 페니실린이 매독 치료에 효과적이라는 사실이 입증된 뒤에도 페니실린 치료를 받지 못했다. 미국 질병통제센터에 따르면, 피험자들은 "나쁜 피" (피로, 빈혈, 매독 같은 여러 질환을 엄밀하지 않게 지칭하는 일상 용어) 치료를 받고 있다는 말만 들었던 것으로 확인되었다. "나쁜 피"는 당시 미국 남부에 살던 아프리카계 미국인들의 주된 사망 원인이었다.
이런 40년간의 비윤리적인 연구는 당시의 의료윤리 인식 부재에 관한 교과서적인 예시가 되었다. 연구자들은 이미 효과가 좋다고 입증되었던 페니실린 치료를 고의로 미루었고, 피험자들이 실험 목적을 착각하도록 유도했다. 1972년, 내부고발자인 피터 벅스턴은 터스키기 매독 실험의 실패를 폭로했다. 이로 인해 임상시험에 참여하는 피험자 보호에 대한 미국 법률과 규제에 커다란 변화가 일어났다. 이는 모든 임상시험과 연구 시 피험자에게 그 효과와 부작용 관련 정보를 충분히 알린 채 사전동의를 받아야 한다는 개념의 기초가 되었다. 또한 진단 결과를 환자와 공유하고, 실험 기록을 정확히 기록해야 한다는 인식이 널리 퍼졌다.

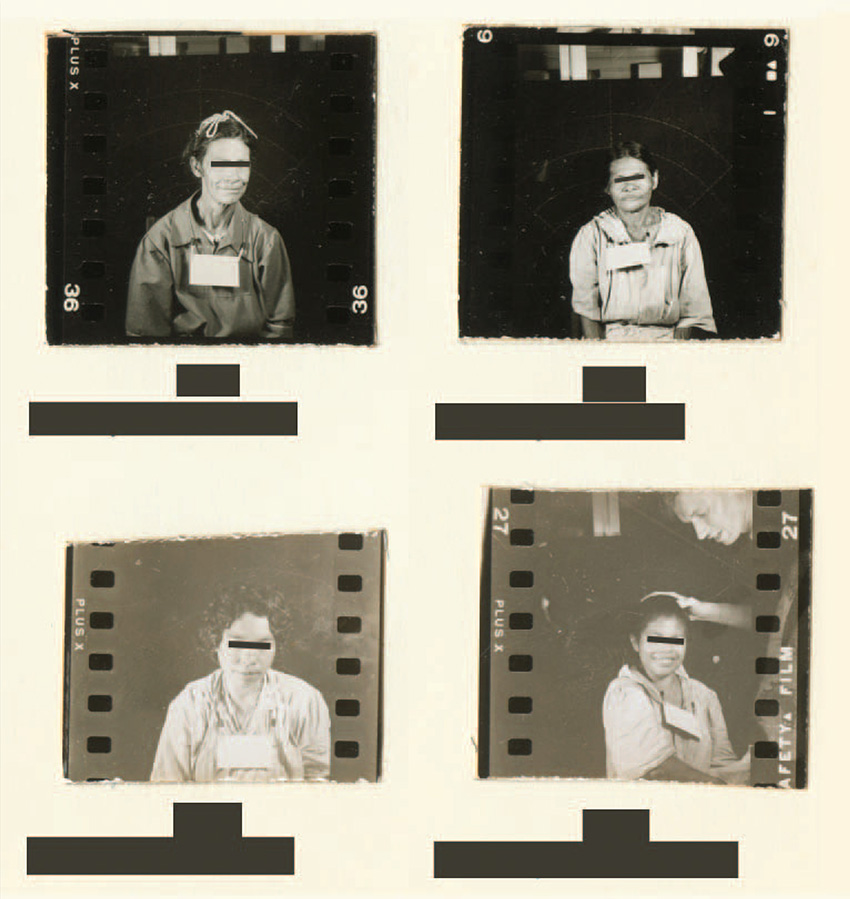
과테말라 매독 실험의 피험자가 되어, 매독에 노출되었던 과테말라 정신병원의 여성 환자들

비슷한 실험이 과테말라에서 1946년부터 1948년까지 이루어졌다. 이때는 미국 대통령 해리 S. 트루먼과 과테말라 대통령 후안 호세 아레발로 집권기였으며, 미국 의사들은 일부 과테말라 보건 부처와 공무원 협조를 받아 매독 실험을 주도했다. 참가한 의료진은 병사, 매춘부, 수감자, 정신질환을 앓던 환자 등에게 매독과 기타 성병을 고의로 감염시켰다. 이는 피험자들의 사전동의를 전혀 받지 않은 행위였다. 감염된 뒤 대다수 피험자는 항생제 치료를 받았으나, 실험 결과 최소 83명의 피험자가 사망한 것으로 알려져 있다. 2010년 10월, 미국은 공식적으로 이러한 비윤리적 행동에 대해 과테말라에 사과했다. 당시 국무장관 힐러리 클린턴과 보건복지부 장관 캐슬린 시빌리어스는 "이 일은 비록 64년 전에 있었지만, 우리는 이런 지탄받아 마땅한 연구가 공공 보건이라는 미명 하에 이루어졌었다는 사실에 분노한다. 우리는 이러한 일이 있었다는 사실을 매우 애석하게 생각하며, 혐오스러운 연구의 희생양이 되었던 모든 사람에게 사과한다."라고 말했다. 이때 실험을 주도했던 미국의 의사인 존 찰스 커틀러(John Charles Cutler)는 이후 1960년대, 터스키기 매독 실험에도 참가했다. 과테말라 실험 때 매독에 감염된 과테말라인은 1500~5000명 정도로 추산된다.

### 한반도
- 《지봉유설》 목판본

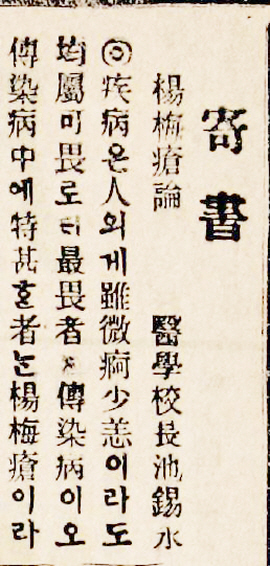
1902년 황성신문에 실린 지석영의 '양매창론'

한국에 현존하는 매독에 관한 가장 오래된 기록은 이수광의 《지봉유설》로 매독을 ‘천포창(天疱瘡)’이라 했으며, 1510년 전후시기에 중국을 통해 서양에서 전래되었다고 기록하고 있다. 허준의 《동의보감》에도 기록되어 있는데, 양매창(楊梅瘡)이라 하며 서양에서 전래된 성병임을 밝히고 있다. 16세기경 이문건이 쓴 《묵제일기》에 매독이 두려워 기생을 멀리 하였노라는 기록이 있는 것으로 보아 조선시대에 매독이 유행했음을 알 수 있다. 이 밖에도 여러 의서나 잡서에서 매독에 대한 기록을 찾아볼 수 있다.
전국적으로 유행하기 시작한 것은 임진왜란 때부터인데, 참전했던 왜장 가토 기요마사가 매독 환자였다고 알려져 있는 것으로 볼 때 매독에 감염된 일본군들이 조선으로 건너온 탓으로 보인다. 영조 때 학자인 성대중이 쓴 《청성잡기》에 의하면 매독 환자 열에 아홉은 죽었다고 한다. 특별한 치료제가 없었기 때문이다. 조선 후기 들어 개항과 청일 전쟁 등으로 매독 환자가 증가하였다. 조선 최초의 서양식 병원인 제중원의 의사인 알렌은 1886년 정부에 환자 치료에 대해 보고했는데, 첫 해 외래환자 10,460명 중에 매독환자는 760명으로 7.3%였으며, 이는 말라리아에 이어 두 번째로 많은 질환이었다. 알렌과 헤론이 1886년 작성한 "조선정부병원 제1차년도 보고서"에서는 당시 조선의 의사들이 수은을 훈증(燻蒸)해 매독을 치료하려 했으며, 자신들은 감홍, 즉 염화제1수은을 항문의 종양에 국소 도포하고 매독용 내복약을 처방해 치료했다고 기록하고 있다.
종두법 보급에 공헌한 지석영도 사태의 심각성을 인지한 후 ‘양매창론’ 이란 글을 통해 매독이라는 질병과 그 폐해를 상세히 알렸다. 외과환자의 70~80%가 매독환자였다고 하니 당대 매독 문제가 심각했음을 알 수 있다. 일본이 대한제국에 설치했던 경무고문부는 1906년부터 매춘부가 1달에 2번씩 검진을 받도록 해, 매독을 예방하려 했다. 일제강점기 때는 화류계 여성들로 인해 걸리는 병이라 하여 매독을 포함한 성병을 '화류병'이라 부르기도 했다. 1916년 일제강점기 시기에는 공창제를 법령으로 확립하고, 창부가 건강 검진을 받거나 건강서를 제출하도록 규정하기도 했다. 그러나 경찰이 시행하던 촉진식, 즉 만져보는 모멸적인 검진 방식 탓에 오히려 검진을 기피하는 여성이 많았다.

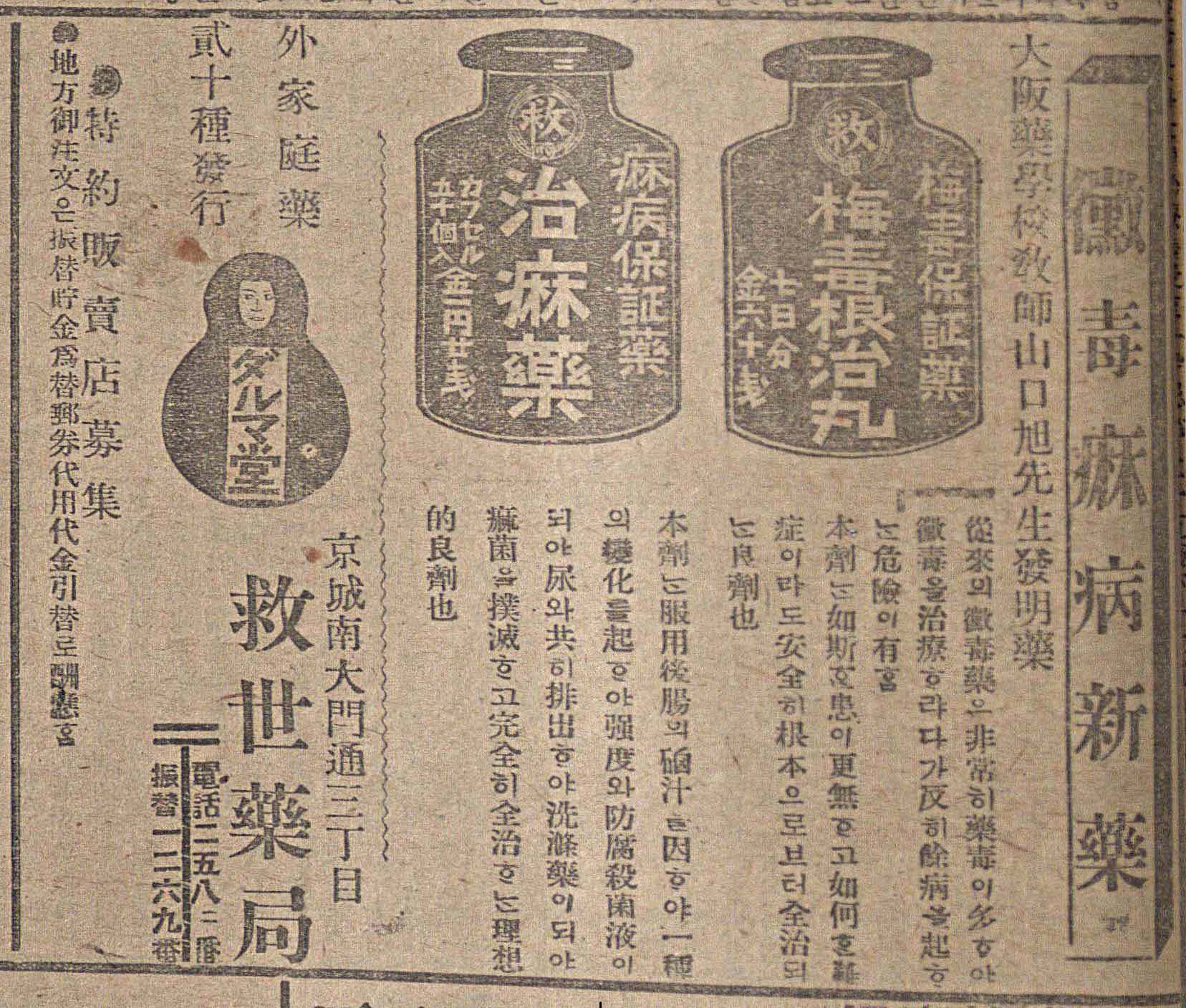
1914년 5월 7일 매독과 임질 치료약을 소개하는 매일신보 광고
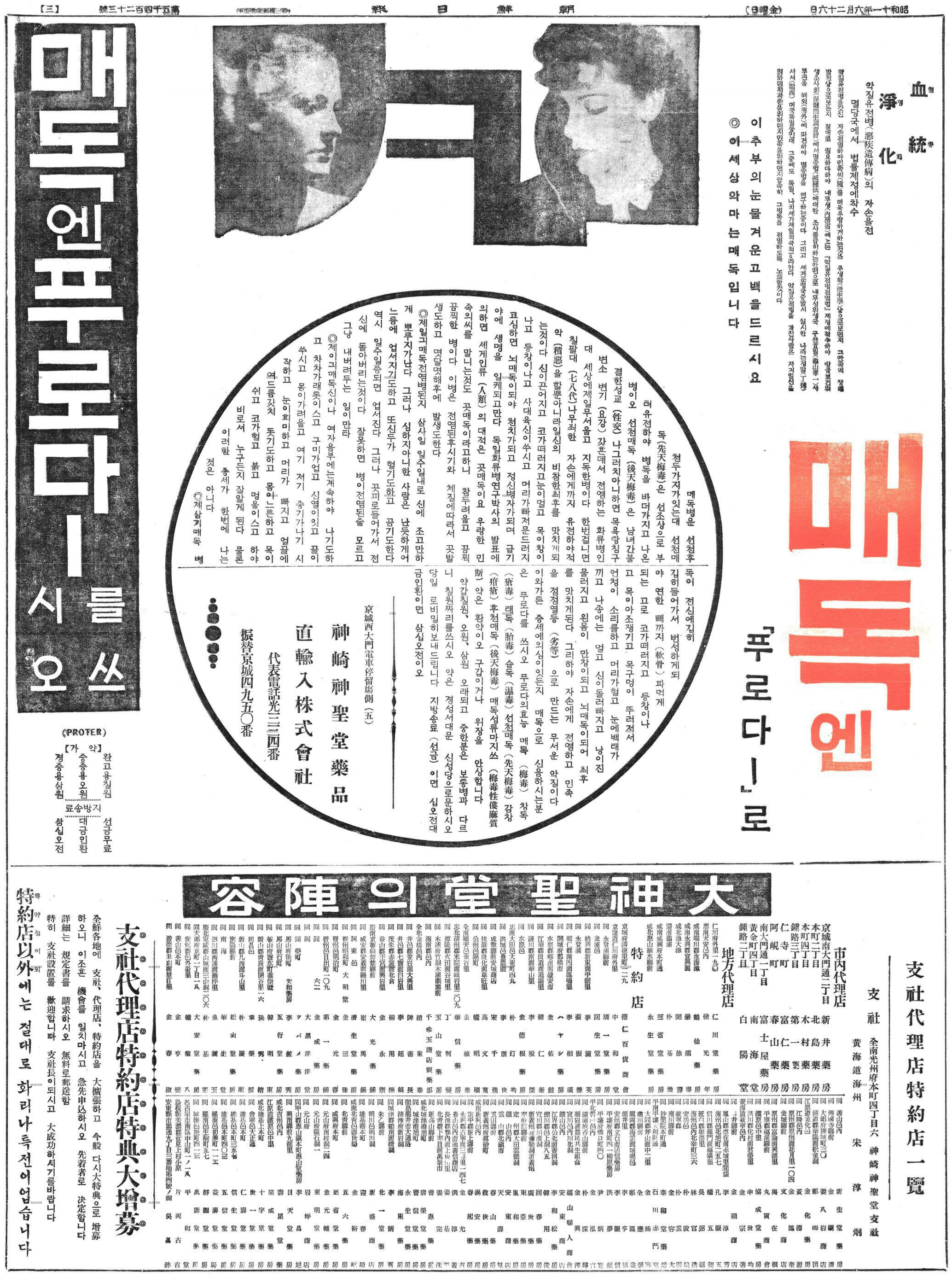
1936년 6월 26일 매독 치료제 '푸로다'를 광고하는 조선일보 기사

1925년 8월 29일 한 기사에서는 조선총독부의 조사 결과를 인용하며 "조선 내 화류병 환자 중 조선인이 1000명당 2명, 일본인이 1000명당 59명"이라고 보도를 내놓았다. 이렇듯 성병이 들끓던 와중에 매독과 임질 같은 성병 치료제가 개발되자 신문에서 가장 자주 찾아볼 수 있는 광고 중 하나로 성병약이 등장하기도 했다. 일제 시대 내내 성병 환자는 계속 증가했고, 말기로 가면 전체 성병 환자가 51만에서 60만 명에 이를 것이라 추정됐다. 매독을 막고자 일제는 1930년대 들어 성행하던 사창 규제를 강화했다. 또한 1938년 일본에 도입되었던 화류병예방법을 조선에도 적용하려 하였으나 실제 시행되지는 않았다.
광복 후 1948년, 미군정은 일제강점기 내내 유지되던 공창제를 폐지했다. 이후 매독의 발병은 감소했으나 사창의 증가와 6.25 전쟁으로 다시 상승했다.

## 같이 보기
- 선천매독